# ICalendar
iCalendar ist ein Datenformat zum Austausch von Kalenderinhalten, welches in RFC 5545 standardisiert ist. Das Format basiert auf vCalendar und wurde ursprünglich 1998 in RFC 2445 definiert.
Die Abkürzung iCal ist die Dateinamenserweiterung für iCalendar-Dateien unter macOS und wurde früher für das Anwendungsprogramm Kalender von diesem Betriebssystem verwendet. ics ist die entsprechende Dateinamenserweiterung für andere Betriebssysteme. Die Dateinamenserweiterungen iFBf (für Mac OS X) und ifb (alle anderen Betriebssysteme) sind für Informationen vorgesehen, wann man frei oder beschäftigt ist.
iCalendar ist weder auf den Austausch von Dateien noch auf ein bestimmtes Netzwerkprotokoll beschränkt. Der Standard definiert vielmehr grundlegend den Internet Media Type text/calendar zur nahezu beliebigen Einbettung.
So können beispielsweise Webseiten benutzt werden, um mittels iCalendar Termine einer Veranstaltung zu verteilen, Belegungszeiten oder Müllabfuhrtermine zu veröffentlichen. Auf WebDAV-Servern ermöglicht das Format den Abgleich von Terminen. Es ist auch möglich, Termine im Personal Area Network – etwa per IrDA oder Bluetooth – zwischen PDAs oder Mobiltelefonen auszutauschen. Mit Hilfe von iCalendar ist es auch möglich, Kalenderinformationen gemeinsam in mehreren Applikationen zu verwenden.
RFC 5546, definiert auf iCalendar aufbauend das Protokoll iTIP für Interoperabilität in Gruppen auf der Anwendungsschicht. RFC 6047 wiederum definiert auf iTIP aufbauend iMIP zum Austausch mittels Simple Mail Transfer Protocol.
Das iCalendar-Format wird von der Mehrzahl der Kalender-Programme akzeptiert, die webbasierte Kalenderdaten einbinden (abonnieren) können, u. a. Google Kalender / Android Kalender, Microsoft Outlook, Blackberry Kalender Apps und alle macOS/iOS-Kalender Applikationen. Deshalb werden iCalendar-basierte Kalender häufig eingesetzt, um Spielpläne von Sport- und Musikveranstaltungen zu veröffentlichen. Ein Verzeichnis solcher Kalender ist iCalShare.
Zuständig war die Arbeitsgruppe Calsify der Internet Engineering Task Force.

## Beispiel
```
BEGIN:VCALENDAR
VERSION:2.0
PRODID:http://www.example.com/calendarapplication/
METHOD:PUBLISH
BEGIN:VTIMEZONE
TZID:Europe/Berlin
BEGIN:STANDARD
DTSTART:16011028T030000
RRULE:FREQ=YEARLY;BYDAY=-1SU;BYMONTH=10
TZOFFSETFROM:+0200
TZOFFSETTO:+0100
END:STANDARD
BEGIN:DAYLIGHT
DTSTART:16010325T020000
RRULE:FREQ=YEARLY;BYDAY=-1SU;BYMONTH=3
TZOFFSETFROM:+0100
TZOFFSETTO:+0200
END:DAYLIGHT
END:VTIMEZONE
BEGIN:VEVENT
UID:461092315540@example.com
ORGANIZER;CN="Alice Balder, Example Inc.":MAILTO:alice@example.com
LOCATION:Irgendwo
GEO:48.85299;2.36885
SUMMARY:Eine Kurzinfo
DESCRIPTION:Beschreibung des Termins
CLASS:PUBLIC
DTSTART;TZID=Europe/Berlin:20200910T220000
DTEND;TZID=Europe/Berlin:20200919T215900
DTSTAMP:20200812T125900Z
END:VEVENT
END:VCALENDAR

```